# Elecciones municipales de Trujillo de 1966
Las elecciones municipales de Trujillo de 1966 se llevaron a cabo el 13 de noviembre de 1966 para elegir al alcalde y al Concejo Provincial de Trujillo para el periodo 1967-1969. La elección se celebró simultáneamente con elecciones municipales en todo el país.

## Sistema electoral
La Municipalidad Provincial de Trujillo es el órgano administrativo y de gobierno de la provincia de Trujillo. Está compuesta por el alcalde y el Concejo Provincial.
La votación del alcalde y el concejo se realiza en base al sufragio universal alfabeto, que comprende a todos los ciudadanos nacionales mayores de veintiún años, empadronados y residentes en la provincia de Trujillo y en pleno goce de sus derechos políticos.
El Concejo Provincial de Trujillo está compuesto por 19 concejales elegidos por sufragio directo para un período de tres (3) años, en forma conjunta con la elección del alcalde (quien lo preside). La votación es por lista cerrada y bloqueada. Se asigna a cada lista los escaños según el método d'Hondt.

## Composición del Concejo Provincial de Trujillo
La siguiente tabla muestra la composición del Concejo Provincial de Trujillo antes de las elecciones.
| Partidos | Partidos                                                    | Concejales |
| -------- | ----------------------------------------------------------- | ---------- |
|          | Coalición Partido Aprista Peruano - Unión Nacional Odriísta | 11         |
|          | Alianza Acción Popular - Democracia Cristiana               | 3          |

## Partidos y candidatos
A continuación se muestra una lista de los principales partidos y alianzas electorales que participaron en las elecciones:
| Candidatura | Candidatura | Partidos y alianzas | Candidatos | Candidatos                  | Ideología                                           | Resultado previo | Resultado previo | Ref. |
| Candidatura | Candidatura | Partidos y alianzas | Candidatos | Candidatos                  | Ideología                                           | Votos (%)        | Con.             | Ref. |
| ----------- | ----------- | --- | ---------- | --------------------------- | --------------------------------------------------- | ---------------- | ---------------- | ---- |
|             | APRA–UNO    | Lista - Coalición Partido Aprista Peruano - Unión Nacional Odriísta (APRA–UNO) – Partido Aprista Peruano (APRA) – Unión Nacional Odriísta (UNO) |            | Guillermo Larco Cox         | Aprismo Conservadurismo social Populismo de derecha | 79.69%           | 11               |      |
|             | AP–DC       | Lista - Alianza Acción Popular - Democracia Cristiana (AP–DC) – Acción Popular (AP) – Partido Demócrata Cristiano (DC)                          |            | Virgilio Vanini de los Ríos | Liberalismo Humanismo Democracia cristiana          | 20.31%           | 3                |      |

## Resultados

### Sumario general
|                        |                                                                        |              |              |              |            |            |
| Partidos y coaliciones | Partidos y coaliciones                                                 | Voto popular | Voto popular | Voto popular | Concejales | Concejales |
| Partidos y coaliciones | Partidos y coaliciones                                                 | Votos        | %            | +/−          | Total      | +/−        |
|                        | Coalición Partido Aprista Peruano - Unión Nacional Odriísta (APRA–UNO) | 43,599       | 73.92        | –5.77        | 14         | +3         |
|                        | Alianza Acción Popular - Democracia Cristiana (AP–DC)                  | 15,385       | 26.08        | +5.77        | 5          | +2         |
|                        |                                                                        |              |              |              |            |            |
| Total                  | Total                                                                  | 58,984       |              |              | 19         | +5         |
|                        |                                                                        |              |              |              |            |            |
| Votos válidos          | Votos válidos                                                          | 58,984       | 93.13        | +4.49        |            |            |
| Votos en blanco        | Votos en blanco                                                        | 2,516        | 3.97         | –1.07        |            |            |
| Votos nulos            | Votos nulos                                                            | 1,834        | 2.90         | –3.42        |            |            |
| Votos emitidos         | Votos emitidos                                                         | 63,334       | n/d          | n/a          |            |            |
| Abstenciones           | Abstenciones                                                           | n/d          | n/d          | n/a          |            |            |
| Votantes registrados   | Votantes registrados                                                   | n/d          |              |              |            |            |
|                        |                                                                        |              |              |              |            |            |
| Fuente:                |                                                                        |              |              |              |            |            |

## Elecciones municipales distritales

### Resultados por distrito
La siguiente tabla enumera el control de los distritos de la provincia de Trujillo. El cambio de mando de una organización política se resalta del color de ese partido.
| Distrito             | Alcalde(sa) titular                                       | Partido político                                          | Partido político                                          | Alcalde(sa) electo(a)      | Partido político           | Partido político           |
| -------------------- | --------------------------------------------------------- | --------------------------------------------------------- | --------------------------------------------------------- | -------------------------- | -------------------------- | -------------------------- |
| Ascope               | Segundo Sáenz Placencia                                   |                                                           | Coalición APRA-UNO                                        | Oswaldo Silva Quiroz       |                            | Coalición APRA-UNO         |
| Chicama              | Segundo Espino Bazán                                      |                                                           | Coalición APRA-UNO                                        | Segundo Espino Bazán       |                            | Coalición APRA-UNO         |
| Chocope              | Manuel Olórtegui Cabanillas                               |                                                           | Coalición APRA-UNO                                        | Miguel del Carpio Padilla  |                            | Coalición APRA-UNO         |
| El Porvenir          | Creación del distrito (Ley N° 15368, 8 de enero de 1965)  | Creación del distrito (Ley N° 15368, 8 de enero de 1965)  | Creación del distrito (Ley N° 15368, 8 de enero de 1965)  | Santos Hipólito Leon       |                            | Coalición APRA-UNO         |
| Huanchaco            | Humberto Flores Rada                                      |                                                           | Coalición APRA-UNO                                        | Manuel Leyton Cumplido     |                            | Coalición APRA-UNO         |
| La Esperanza         | Creación del distrito (Ley N° 15418, 29 de enero de 1965) | Creación del distrito (Ley N° 15418, 29 de enero de 1965) | Creación del distrito (Ley N° 15418, 29 de enero de 1965) | Mauro Robles Olivera       |                            | Coalición APRA-UNO         |
| Laredo               | Modesto Rodríguez Ibáñez                                  |                                                           | Coalición APRA-UNO                                        | Víctor Torres Paredes      |                            | Coalición APRA-UNO         |
| Magdalena de Cao     | Sin información disponible                                | Sin información disponible                                | Sin información disponible                                | Emilio Vallejos Cancio     |                            | Coalición APRA-UNO         |
| Moche                | Vicente Fernández Asmat                                   |                                                           | Coalición APRA-UNO                                        | Vicente Fernández Asmat    |                            | Coalición APRA-UNO         |
| Paiján               | Cicerón Abanto Urtiaga                                    |                                                           | Coalición APRA-UNO                                        | Cicerón Abanto Urteaga     |                            | Coalición APRA-UNO         |
| Poroto               | Creación del distrito (Ley N° 14952, 7 de marzo de 1964)  | Creación del distrito (Ley N° 14952, 7 de marzo de 1964)  | Creación del distrito (Ley N° 14952, 7 de marzo de 1964)  | Guillermo Castro Fernández |                            | Coalición APRA-UNO         |
| Rázuri               | Manuel Uriol Boy                                          |                                                           | Coalición APRA-UNO                                        | Sin información disponible | Sin información disponible | Sin información disponible |
| Salaverry            | Pablo Ferradas Vargas                                     |                                                           | Coalición APRA-UNO                                        | Pablo Ferradas Vargas      |                            | Coalición APRA-UNO         |
| Santiago de Cao      | Pablo Sabana Gutiérrez                                    |                                                           | Coalición APRA-UNO                                        | Francisco Lecca Gamarra    |                            | Coalición APRA-UNO         |
| Simbal               | Eliseo Leyva de la Cruz                                   |                                                           | Coalición APRA-UNO                                        | Efrain Rodríguez Castañeda |                            | Coalición APRA-UNO         |
| Víctor Larco Herrera | María Fernández Vda de Chang                              |                                                           | Coalición APRA-UNO                                        | Alberto Herrera Jáuregui   |                            | Coalición APRA-UNO         |
| Virú                 | Benjamín Morrillas Cabel                                  |                                                           | Coalición APRA-UNO                                        | Wilfredo Ganoza Fernández  |                            | Coalición APRA-UNO         |